# Ghép kênh phân chia thời gian

Khái niệm cơ bản về TDM

Ghép kênh theo thời gian hay Ghép kênh phân chia thời gian, viết tắt theo tiếng Anh là TDM (Time Division Multiplexing), là phương thức truyền và nhận nhiều tín hiệu độc lập qua một đường tín hiệu chung, bằng các chuyển mạch đồng bộ ở mỗi đầu của đường truyền để mỗi tín hiệu chiếm một phần thời gian và thứ tự xác định trong mỗi chu kỳ truyền tín hiệu.
Truyền ghép kênh được sử dụng khi tốc độ bit của môi trường truyền vượt quá tốc độ của tín hiệu được truyền. Hình thức ghép tín hiệu này được phát triển trong viễn thông cho các hệ thống điện báo vào cuối thế kỷ 19, và được ứng dụng phổ biến nhất của nó trong điện thoại kỹ thuật số vào nửa sau của thế kỷ 20.
Thời gian sử dụng đường truyền được chia sẻ cho người sử dụng. Tức là thời gian sử dụng đường truyền thì được chia làm nhiều khung.mỗi khung được chia thành nhiều khe thời gian(Ts time slot) mỗi người sử dụng một khe thời gian dành riêng cho mình để phục vụ cho việc truyền tin.
-các khóa ki và ki'(các khóa dùng ghép nguồn nhánh vào hệ thống truyền dẫn ở phần phát và phần thu)
cùng đóng ở khe thời gian dành riêng cho chúng và cùng mở ở các khe thời gian còn lại.điều này cho phép chia sẻ đường truyền về mặt thời gian cho các nguồn nhánh phát và nhận tương ứng.
-chu kỳ làm việc của một khung chính la độ dài khung của 1 tín hiệu hay còn gọi là ` khung.khi các nguồn nhánh phat thì giữa phần phát và phần thu phải đồng bộ.nếu mất đồng bộ thì chúng được quyết định là thu sai.
-trong một khung có một khe dành riêng cho tổ hợp đồng bộ khung.và chúng được tạo ra nhờ bộ tạo tổ hợp đồng bộ khung tại phần phất /việc thu liên tiếp đúng thì được cho là nhiều khả năng thu đúng nhất,.và thu sai liên tiếp thì được cho là thu sai.và phần thu sẽ gửi tín hiệu báo mất đồng bộ khung.đề nghị phần phát dừng phat.sau đó thì tiến hành đồng bộ khung lại.việc phát hiện thu đúng sai như vậy nhờ bộ giám sát đồng bộ khung.
như vậy hoạt động giữa MUX và DEMUX thì có:
- đồng hồ phần phát và phần thu phải hoàn toàn đồng bộ với nhau một cách liên tục và tự động với nhau nhờ một thiết bị chính là reg clk.
- đồng bộ khung thì dựa trên việc thu đúng liên tiếp các đồng bộ. Nếu như một lần đã báo thì sẽ có rất nhiều lần báo nếu sai nhiều hay có hiện tượng đồng bộ khung giả.